# Klaus Patau
Klaus Patau, nato Klaus Pätau (Gelsenkirchen, 30 settembre 1908 – Madison, 30 novembre 1975), è stato un biologo tedesco.
Dopo aver lavorato alla Società Kaiser Wilhelm fino al 1947, nel 1948 emigrò negli USA e ottenne la cittadinanza statunitense. È noto per aver descritto nel 1960 il quadro clinico della trisomia 13, meglio nota come sindrome di Patau, sindrome autosomica che determina un'incompatibilità del paziente afflittone con la vita.